# Acıbadem (Kadıköy)
Ne doit pas être confondu avec Acıbadem (société).
Acıbadem est un quartier du district de Kadiköy à Istanbul, en Turquie.

## Monuments
Si, comme l'ensemble de la côte asiatique d'Istanbul, le district d'Acıbadem est occupé à la période ottomane, son visage a été largement modifié avec la transformation de la ville d'Istanbul en mégalopole et le quartier compte environ 30 000 habitantes et habitants 
depuis les années 2000. Les importants travaux d'urbanisme n'ont épargnés que peu de bâtiments historiques. On notera néanmoins, le château d'eau de la période Byzantine ou bien la fontaine Baba Oğul Çeşmesi (tr) qui date de 1844 et qui rappelle les fontaines Halit Ağa Çesmesi ou de Ayrılık Çeşmesi (tr), datant du XIXe siècle apr. J.-C. et situées dans le district adjacent de Yeldeğirmen, Kadıköy (tr).

## Personnalités liées au district
- Muhibbe Darga (1921-2018) archéologue, née à Acıbadem